# 富士コミュニティエフエム放送
富士コミュニティエフエム放送株式会社とは静岡県富士市にあるコミュニティFM局。愛称は「Radio-f」（ラジオ・エフ）。

## 概要
富士市、富士宮市、芝川町（現・富士宮市）、富士川町（現・富士市）、富士信用金庫、富士ニュース社などの出資で設立した株式会社である。代表取締役社長は、2009年7月22日の定時株主総会まで、ミュージシャンの林哲司が勤めていた。
愛称は公募で決定されたが、市名より単純に『エフエム富士』としてしまうと、すでに同名のFM局（株式会社エフエム富士）が山梨県に存在するため使用できず、愛称公募の際にも「『エフエム富士』『FM FUJI』などは他で使用されている為使えません」との文言が添えられていた。もちろん「radio-f」の「f」には「富士市」・「富士宮市」・「富士山」の意味が込められている。
自社制作番組以外の時間では、J-WAVEの番組を放送。

## 主要番組
すでに終了した番組も掲載している
開局時
- f-times - 平日朝の情報番組。
- KIDS! KIDS! KIDS! - 幼児向け教育番組。
- Cafe plants - 平日昼の生放送番組。
- おたっしゃマンボ! - 中高年・高齢者を対象とした番組。
- 日本一のラジオショウ - 平日夕方の“オメデタバラエティーショウ”
- ヤングミリオネア - 若者を対象とした番組。開局時は平日 19:00 - 20:00だったが、2006年4月に土曜 17:00 - 19:00へと移動した。
- f-style - 土曜昼の情報番組。
- M&M 〜Movies&Memories〜 - 様々な映画にまつわる音楽を放送。
- ジャポップNOW! - 土曜夕方の邦楽専門番組（2006年3月末で終了）。
- ふじさんラジオ村 - 日曜午前の地域密着情報番組。
- VIVA LA MUSICA - 土曜午後の音楽バラエティー番組。
- Room844 〜Sound essay〜 - 日曜昼富士市出身のミュージッククリエイター林哲司のトーク番組。

2006年4月にスタート
- 昭和パラダイス -「おたっしゃマンボ!」の後継番組
- 学校通信 -「Cafe plants」から独立。富士市内の児童･生徒が作成した番組を放送。
- f-growin' -「ふじさんラジオ村」の後継番組。
- Happiness - 富士地区に住む外国人を対象とした外国語情報番組。中国語、韓国語、ポルトガル語、タガログ語など。

2006年10月以降にスタート
- ペットアイランド - ペットにまつわる様々な情報を紹介。
- La Fete Baroque 〜バロックの休日〜 - 古楽器のクラシック音楽を放送。
- ブライアン!ゆけ、戦士たち!f-エリアを盛り上げろ! - 平日夕方の情報バラエティー番組。

2024年10月現在の番組
- f-times - 富士・富士宮の地元ネタ満載の4時間生放送!
- 吉原なつかし堂 - 思わずうなずける地元の懐かしいモノ・ヒトが集う番組。
- LINK - 人と人がつながる番組。
- カラーオブサクセス - 地域に根ざしたビジネス情報番組
- Be Smile - 毎日を笑顔で過ごすための情報番組
- うまいラジオ - 食の情報番組。
- Green & Brown - 自然を楽しむ番組。ガーデニング、森林など植物や自然の話題を中心に取り上げる。
- エフスポーツ - 市民スポーツから世界にはばたく選手 まで、地元アスリートを応援!
- 2D - 難波りょうが2次元ワールドの魅力を紹介する。
- LIFE MUSIC - 大人のための音楽番組
- Sunset Bloom - 夕日を眺めるように リラックス&リフレッシュ
- FUN FUN Saturday - 最新のイベント情報やファミリーで楽しめるスポットグルメなどまとめてご紹介する週末番組